# اندیس نگین کوهستان
نگین کوهستان یک اندیس غیرفلزی است که در حوالی شهر ده بید استان فارس قرار دارد و مادهٔ معدنی موجود در آن، خاک نسوز است.  